# گل ماهور مواج
گل ماهور مواج (نام علمی: Verbascum blattaria) نام یک گونه از تیره گل‌میمونیان است.